# Buitenplaats Elsenburg (Rijswijk)
Elsenburg is een Nederlandse voormalige buitenplaats aan de Vliet in de Zuid-Hollandse plaats Rijswijk. De buitenplaats bestond van voor 1712 tot 1827.
Elsenburg wordt reeds vermeld op de kaart van 1712 van Kruikius als Elzenburch. Voor zover bekend, werd de naam Elsenburg voor het eerst gebruikt in een verkoopakte van 2 februari 1730 toen het voor 4725 gulden werd verkocht. Het bestond uit een herenhuis, een stenen schuur, een voortuin, tuinmanswoning en een boothuis. Verder was op het 4½ morgen bijbehorend land, dat liep vanaf de Vliet tot aan de Molen Dwarssloot, een groenten tuin, een boomgaard en een vijver gelegen.
In 1752 werd Elsenburg voor 3150 gulden doorverkocht aan de Rotterdamse koopman Gerrit Groeneveld, die er niet ging wonen. In 1753 kocht hij er een wei- of hooiland bij dat vanaf de Molen Dwarssloot tot aan de Kleiweg (nu: Sir Winston Churchilllaan) liep. Hij liet een pad aanleggen over zijn land van af de Kleiweg tot aan de Vliet. Het werd gebruikt als overpad ofwel kerkpad door de bevolking om naar de kerk in Rijswijk te kunnen gaan. Het werd het Elsenburgerlaantje ofwel Elsenburger Kerkepad genoemd.
In 1787 kocht Gilles Groenveld na het overlijden van Gerrit Groeneveld, de gehele boedel. Uit de boedelbeschrijving bleek het land een oppervlakte van 47 morgen, 2 hont en 150 roede te beslaan.
Cornelis van der Vree uit Wateringen was de volgende bezitter en liet aan de Kleiweg, aan het eind van het Elsenburgerlaantje, een nieuw woonhuis bouwen met de naam Elsenburgh, en het oude Elsenburg aan de Vliet in 1827 afbreken. Rond 1850 kwam via vererving kwam de buitenplaats en boerderij Vlietzigt in handen van familie Repelaar.
Elsenburgh was tot 1950 in gebruik als boerderij, toen deze, in verband met de aanleg van het voormalig industrieschap Plaspoelpolder, werd aangekocht door de gemeente Rijswijk. De laatste bewoner mocht er tot 1956 blijven wonen, waarna Elzenburgh werd afgebroken. Het Elsenburgerlaantje heeft nog lange tijd in verkorte lengte voortbestaan, en liep vanaf de Visseringlaan (later werd dit deel Veraartlaan)  tot aan het Jaagpad. Na de aanleg van de A4 en de afrit Plaspoelpolder, valt het niet meer te onderscheiden, en is het opgenomen in het fietspad De Heuvelring in het Elsenburger Bos en in de inrit naast Vlietzigt.